# A kölyök (regény)
A kölyök Arkagyij és Borisz Sztrugackij szovjet (orosz) írók 1971-ben megjelent sci-fi és kalandregénye, eredeti címén: Малыш. A Delelő Univerzum 7. része. A kötet Magyarországon 1977-ben jelent meg a Móra Ferenc Könyvkiadó Kozmosz Fantasztikus Könyvek sorozatában.

## Történet
|  | Alább a cselekmény részletei következnek! |

A messzi jövőben, 2160-ban az emberiség bátor képviselői a mély világűrben kutatnak értelmes lények után. Már 12 intelligens fajjal vették fel a kapcsolatot, közöttük három nem humanoiddal is. Az egyik naprendszerben bajba kerülnek az ott élők, itt a központi égitest hamarosan felrobban, és elnyeléssel fenyegeti a Panta bolygót, megsemmisítve a virágzó civilizációt. A földiek azonban segítségére sietnek a bajba jutottaknak. Bárka programjukkal áttelepítik a Panta élővilágát egy megfelelő, lakatlan bolygóra. Az első szakaszban az új világban – a felderítő tevékenység után – az óceánok benépesítése folyik: halakkal, kétéltűekkel.
Sztasz Popov és 3 társa az északi félteke dermesztően zimankós vidékén végzik rutinfeladataikat. A húszéves „szálláscsináló” kibertechnikus hűséges robotjaival fogadóépületeket: leszállópályát, időjárás-előrejelző-állomást alapoz. Napi kapcsolatban állnak a bolygón dolgozó többi űrhajóssal, a „benépesítők” tucatnyi űrjárművel érkeztek a kietlen, félelmetesen szokatlan, szinte steril világba. Hamarosan furcsa zajok, a környezet apró változásai, megmagyarázhatatlan látomások zavarják meg a munkájukat. Popov egy emberi csecsemő sírására figyel fel. A technikus megpróbálja megkeresni a hang forrását, de a sírás olyan hirtelen abbamaradt, mint amilyen váratlanul kezdődött. Popov azt feltételezi, hogy mindez egy auditív hallucináció volt, folytatja munkáját a robotokkal. De ekkor meg azt hallja, hogy egy női hang segítségért könyörög, a férfi most sem találja ennek a hangnak a forrását.
Másnap reggel egy ismeretlen, szokatlan külsejű, 13 éves fiú jelenik meg a bázison. Popov megpróbál a gyermekkel kommunikálni, ez nem sikerül, a fiú hamar elhagyja a környéket. Ezekről a szokatlan jelenségekről a csapat egy jelentést küld vissza az orbitális bázisra.
Hamarosan üzenet érkezik, amely beszámol egy ezen a bolygón 2147-ben eltűnt űrhajóról: a Zarándok két pilótája Alekszandr (Sura) Szemjonov és felesége, Maria kényszerleszállást hajtottak végre. Az évekkel korábban eltűnt, szerencsétlenül járt földi űrhajó roncsait, utasai holttestét felfedezik a kutatók. A jelentésben említett újszülött maradványaira nem találnak rá.
A bolygót lakatlannak vélték, de egy véletlennek köszönhetően lehetőség nyílik olyan nem emberi lényekkel való kapcsolatfelvételre, akikkel eddig még soha nem találkozott az emberiség. Az elzárkózott entitások emberi érzékszervekkel nem érzékelhetők, kultúrájuk, gondolkodásuk merőben szokatlan a humanoidok számára.
Nem tudom, ki fedezte fel a vizet, de biztos nem a halak.
A Sztrugackij testvérek kisregényükben nem csak a szórakoztatást tartják elsőrendű feladatuknak a klasszikus sci-fi keretein belül, hanem a mély és igaz gondolatok kimondását, merész, szokatlan kérdések megfogalmazását is.
|  | Itt a vége a cselekmény részletezésének! |

## Magyarul
- A kölyök. Tudományos fantasztikus regény; ford. Apostol András, életrajz Kuczka Péter; Kozmosz Könyvek, Bp., 1977 (Kozmosz Fantasztikus Könyvek)
- Fiú a pokolból; ford. Migray Emőd / A kölyök; ford. Apostol András, utószó Kállai Tibor; Metropolis Media, Bp., 2017 (Galaktika Fantasztikus Könyvek)

## Filmadaptációk
- A kölyök (Малыш, 1987), szovjet-orosz tévéfilm, rendező: Alekszej Mihajlovics Borodin(wd) és Julia Kosareva.[1]
- Előre nem tervezett találkozók (Nesmluvená setkání, 1994), cseh tévéfilm, rendező: Irena Pavlásková.[2]